# Hegyfalu
Hegyfalu is een plaats (község) en gemeente in het Hongaarse comitaat Vas. Hegyfalu telt 674 inwoners (2001).